# جنگ و آینده
جنگ و آینده کتابی غیرداستانی و تبلیغاتی است که اچ. جی. ولز، در حمایت از جنگ بریتانیا علیه آلمان نوشت و سال ۱۹۱۷ منتشر شد.